# Grupa torsyjna
Grupa torsyjna a. periodyczna – grupa, w której wszystkie jej elementy są skończonego rzędu. Wszystkie grupy skończone są torsyjne. Pojęcia periodyczności grupy nie należy mylić z jej cyklicznością, choć wszystkie skończone grupy cykliczne są periodyczne.
Wykładnikiem grupy torsyjnej {\displaystyle G} nazywa się najmniejszą wspólną wielokrotność rzędów elementów {\displaystyle G.} Każda grupa skończona ma wykładnik: jest on dzielnikiem rzędu grupy {\displaystyle |G|.}
Klasycznym pytaniem o związek między grupami torsyjnymi i grupami skończonymi przy wyłącznym założeniu, że {\displaystyle G} jest grupą skończenie generowaną, jest problem Burnside’a: czy wskazanie wykładnika grupy implikuje jej skończoność? (ogólna odpowiedź jest negatywna).
Elementy skończonego rzędu dowolnej grupy tworzą podgrupę nazywaną częścią torsyjną. Grupę beztorsyjną nazywa się grupę, której jedynym elementem skończonego rzędu jest element neutralny. Istnieją więc grupy, które nie są ani torsyjne, ani beztorsyjne – nazywa się je grupami mieszanymi; jedyną grupą jednocześnie torsyjną i beztorsyjną jest grupa trywialna.

## Rozkład
Ważnym twierdzeniem jest fakt, iż grupę torsyjną {\displaystyle A} można rozłożyć na sumę prostą p-grup {\displaystyle A_{p}} dla różnych liczb pierwszych {\displaystyle p,} przy czym {\displaystyle A_{p}} są wyznaczone jednoznacznie przez {\displaystyle A.} W ten sposób teoria grup torsyjnych redukuje się do teorii p-grup. Podgrupę {\displaystyle A_{p}} nazywa się p-składową grupy {\displaystyle A}.

## Przykłady
Nieskończonymi przykładami grup torsyjnych są:
- grupa obrotów okręgu o kąt wymierny (wyrażony w stopniach),
- grupa ilorazowa {\displaystyle (\mathbb {Q} /\mathbb {Z} ,+),}
- sumy proste grup torsyjnych,
- grupy Prüfera.

Żaden z tych przypadków nie ma skończonego zbioru generatorów. Jawne postaci skończenie generowanych grup torsyjnych zostały skonstruowane przez Gołoda, na podstawie wspólnej pracy z Szafarewiczem oraz przez Aleshina i Grigorchuka za pomocą automatów.
Grupami beztorsyjnymi są:
- grupa liczb wymiernych z dodawaniem,
- wszystkie grupy wolne.

Grupy, które nie są ani torsyjne, ani beztorsyjne (tzn. zawierają elementy zarówno skończonego, jak i nieskończonego rzędu), to np.:
- grupa liczb zespolonych z mnożeniem,
- grupa symetrii okręgu,
- krzywa eliptyczna nad liczbami zespolonymi rozumiana jako grupa.